# Thomas Berthold
Thomas Berthold (Hanau, 12 november 1964) is een Duitse voetbalcoach en voormalig verdediger van het Duitse nationale elftal.

## Carrière
Hij speelde 322 wedstrijden in de Bundesliga en scoorde 22 doelpunten voor Eintracht Frankfurt tussen 1982 en 1987. Van 1987 t/m 1991 speelde hij in Italië: voor Hellas Verona (1987-1989) en AS Roma (1989-1991). Daarna ging hij terug naar Duitsland en speelde hij voor Bayern München (1991-1993) en VfB Stuttgart (1993-2000). Zijn laatste seizoen als actief voetballer speelde hij voor de Turkse club Adanaspor.
Tussen 1985 en 1994 speelde Berthold 62 interlands voor West-Duitsland en Duitsland. Hij speelde op de WK's van 1986, 1990 en 1994 en het EK van 1988. Normaal gesproken had hij ook het EK 1992 meegemaakt, maar door een blessure vlak voor het toernooi moest hij afzien van deelname.

## Erelijst
Met Duitsland:
- Wereldkampioen: 1990

Met AS Roma:
- Coppa Italia: 1991

Met VfB Stuttgart:
- DFB Pokal: 1997